# Trofej "Bill Russell" za najkorisnijeg igrača NBA finala
Trofej "Bill Russell" za najkorisnijeg igrača NBA finala (prije poznato pod nazivom Najkorisniji igrač NBA finala) je nagrada National Basketball Associationa (NBA) za najboljeg igrača NBA finala. Nagrada se dodjeljuje od 1969. godine. Glasovanje se provodi na način da devetorica predstavnika komisije daju glas za igrača kojeg smatraju najboljim tijekom finalne serije. Igrač s najviše glasova osvaja nagradu. Originalan trofej bio je crne boje sa zlatnom loptom na vrhu, nešto slično poput Trofeja "Larry O'Brien". Međutim 2005. godine trofej je rekonstruiran te se sada dodjeljuje u znatno manjoj veličini. 
Michael Jordan je jedini igrač koji je ovu nagradu osvajao rekordnih šest puta dok su igrači poput Magica Johnsona, Shaquillea O'Neala i Tima Duncana ovu nagradu osvajali su tri puta. Willis Reed, Kareem Abdul-Jabbar, Kobe Bryant, Larry Bird i Hakeem Olajuwon ovu nagradu osvajali su dva puta. Jordan i O'Neal su jedini igrači s tri uzastopne nagrade za najkorisnijeg igrača NBA finala dok su Olajuwon i Bryant ovu nagradu osvajali dvije sezone zaredom. Jerry West je jedini igrač u povijesti koji je dobio ovu nagradu unatoč tome što je njegova momčad izgubila u NBA finalu. Samo su četvorica igrača bili dobitnici ove nagrade koji su rođeni izvan Sjedinjenih država, a to su Tim Duncan s Američkih Djevičanskih otoka, Hakeem Olajuwon iz Nigerije, Tony Parker iz Francuske i Dirk Nowitzki iz Njemačke. Duncan ima i američko državljanstvo, ali smatra se stranim igračem jer nije rođen ni u jednoj državi SAD-a. 14. veljače 2009. povjerenik NBA lige, David Stern, preimenovao je ovu nagradu u čast jedanaestorostrukog osvajača NBA naslova Billa Russella. Posljednji dobitnik ove nagrade je Dirk Nowitzki iz Dallas Mavericksa.

## Pobjednici
|           | Igrači koji su još aktivni                        |
|           | Igrači koji su izabrani u Košarkašku Kuću slavnih |
| Igrač (x) | Broj osvojenih nagrada                            |

| Godina | Igrač                      | Pozicija     | Nacionalnost               | Klub                   |
| ------ | -------------------------- | ------------ | -------------------------- | ---------------------- |
| 1969.  | Jerry West[a]              | Bek          | SAD                        | Los Angeles Lakers     |
| 1970.  | Willis Reed                | Centar/Krilo | SAD                        | New York Knicks        |
| 1971.  | Lew Alcindor[b]            | Centar       | SAD                        | Milwaukee Bucks        |
| 1972.  | Wilt Chamberlain           | Centar       | SAD                        | Los Angeles Lakers     |
| 1973.  | Willis Reed (2)            | Centar/Krilo | SAD                        | New York Knicks        |
| 1974.  | John Havlicek              | Krilo/Bek    | SAD                        | Boston Celtics         |
| 1975.  | Rick Barry                 | Krilo        | SAD                        | Golden State Warriors  |
| 1976.  | Jo Jo White                | Bek          | SAD                        | Boston Celtics         |
| 1977.  | Bill Walton                | Centar       | SAD                        | Portland Trail Blazers |
| 1978.  | Wes Unseld                 | Centar/Krilo | SAD                        | Washington Bullets     |
| 1979.  | Dennis Johnson             | Bek          | SAD                        | Seattle SuperSonics    |
| 1980.  | Magic Johnson              | Bek          | SAD                        | Los Angeles Lakers     |
| 1981.  | Cedric Maxwell             | Krilo        | SAD                        | Boston Celtics         |
| 1982.  | Magic Johnson (2)          | Bek          | SAD                        | Los Angeles Lakers     |
| 1983.  | Moses Malone               | Centar/Krilo | SAD                        | Philadelphia 76ers     |
| 1984.  | Larry Bird                 | Krilo        | SAD                        | Boston Celtics         |
| 1985.  | Kareem Abdul-Jabbar[b] (2) | Centar       | SAD                        | Los Angeles Lakers     |
| 1986.  | Larry Bird (2)             | Krilo        | SAD                        | Boston Celtics         |
| 1987.  | Magic Johnson (3)          | Bek          | SAD                        | Los Angeles Lakers     |
| 1988.  | James Worthy               | Krilo        | SAD                        | Los Angeles Lakers     |
| 1989.  | Joe Dumars                 | Bek          | SAD                        | Detroit Pistons        |
| 1990.  | Isiah Thomas               | Bek          | SAD                        | Detroit Pistons        |
| 1991.  | Michael Jordan             | Bek          | SAD                        | Chicago Bulls          |
| 1992.  | Michael Jordan (2)         | Bek          | SAD                        | Chicago Bulls          |
| 1993.  | Michael Jordan (3)         | Bek          | SAD                        | Chicago Bulls          |
| 1994.  | Hakeem Olajuwon            | Centar       | Nigerija                   | Houston Rockets        |
| 1995.  | Hakeem Olajuwon (2)        | Centar       | Nigerija                   | Houston Rockets        |
| 1996.  | Michael Jordan (4)         | Bek          | SAD                        | Chicago Bulls          |
| 1997.  | Michael Jordan (5)         | Bek          | SAD                        | Chicago Bulls          |
| 1998.  | Michael Jordan (6)         | Bek          | SAD                        | Chicago Bulls          |
| 1999.  | Tim Duncan                 | Krilo/Centar | Američki Djevičanski Otoci | San Antonio Spurs      |
| 2000.  | Shaquille O'Neal           | Centar       | SAD                        | Los Angeles Lakers     |
| 2001.  | Shaquille O'Neal (2)       | Centar       | SAD                        | Los Angeles Lakers     |
| 2002.  | Shaquille O'Neal (3)       | Centar       | SAD                        | Los Angeles Lakers     |
| 2003.  | Tim Duncan (2)             | Krilo/Centar | Američki Djevičanski Otoci | San Antonio Spurs      |
| 2004.  | Chauncey Billups           | Bek          | SAD                        | Detroit Pistons        |
| 2005.  | Tim Duncan (3)             | Krilo/Centar | Američki Djevičanski Otoci | San Antonio Spurs      |
| 2006.  | Dwyane Wade                | Bek          | SAD                        | Miami Heat             |
| 2007.  | Tony Parker                | Bek          | Francuska                  | San Antonio Spurs      |
| 2008.  | Paul Pierce                | Krilo/Bek    | SAD                        | Boston Celtics         |
| 2009.  | Kobe Bryant                | Bek          | SAD                        | Los Angeles Lakers     |
| 2010.  | Kobe Bryant (2)            | Bek          | SAD                        | Los Angeles Lakers     |
| 2011.  | Dirk Nowitzki              | Krilo        | Njemačka                   | Dallas Mavericks       |
| 2012.  | LeBron James               | Krilo        | SAD                        | Miami Heat             |
| 2013.  | LeBron James (2)           | Krilo        | SAD                        | Miami Heat             |
| 2014.  | Kawhi Leonard              | Krilo        | SAD                        | San Antonio Spurs      |
| 2015.  | Andre Iguodala             | Krilo        | SAD                        | Golden State Warriors  |
| 2016.  | LeBron James (3)           | Krilo        | SAD                        | Cleveland Cavaliers    |

Napomene
- a  Jerry West je jedini igrač koji je osvojio ovu nagradu unatoč tome što je njegova momčad izgubila u NBA finalu.
- b  Prije sezone 1971./72., Lew Alcindor promijenio je ime u Kareem Abdul-Jabbar.